# Diphasia mutulata
Diphasia mutulata is een hydroïdpoliep uit de familie Sertulariidae. De poliep komt uit het geslacht Diphasia. Diphasia mutulata werd in 1852 voor het eerst wetenschappelijk beschreven door Busk. 